# Centre aéronautique de Mirabel
Le Centre aéronautique de Mirabel (CAM) est un centre de montage et d'essais en vol des moteurs de Pratt & Whitney Canada situé à l'intérieur de l'aéroport international Montréal-Mirabel à Mirabel au Québec, y compris les turbopropulseurs et turbosoufflantes développant jusqu'à 401 kN de poussée (90 000 livres). D'une superficie de 28 000 m² (300 000 pieds carrés), le Centre aéronautique de Mirabel représente un investissement de 360 Millions de dollars canadiens dont environ 250 M$ sont fournis par le gouvernement du Québec. On prévoit y accueillir environ 300 employés d'ici 2015.

## Phase I
La première phase du projet, un centre d'essais en vol, débute en 2008 et fut inaugurée le 4 octobre 2010 à un coût estimé à 100 millions de dollars. La province de Québec a investi 7,5 millions de dollars dans cette phase de projet.

## Phase II
La deuxième phase du Centre aéronautique de Mirabel, se termine en mai 2011 et comprend la construction d'installations de montage et d'essais ultramodernes. Dans ces nouvelles installations, Pratt & Whitney Canada procède notamment au montage et à l'essai du moteur PW1524G destiné aux avions CSeries de Bombardier Aéronautique et de la famille de moteurs PW800, qui propulsera la prochaine génération de gros jets d'affaires.